# 再生傢俱

## 再生傢俱
再生傢俱：家具店將許多廢材如木屑、碎枝，抑或是老舊民宅拆除下來的窗框、門片、梁柱等等，經過整修、拼湊、重新改造過後以新的傢俱形式出現，即稱為「再生傢俱」。此舉在國內外皆有以「古材零件屋」的方式呈現；在日本也有以廢紙箱從事改裝為傢俱的型態；在荷蘭是以「創意家具」之名出現，而台北市政府所主辦的「再生傢俱拍賣會」長達十多年之久，規模盛大。